# Vogtsburg
Vogtsburg im Kaiserstuhl là một đô thị ở Kaiserstuhl, một khu vực núi lửa trong huyện Breisgau-Hochschwarzwald, Baden-Württemberg. Đô thị Vogtsburg dân số thời điểm 31 tháng 12 năm 2020 là 6121 người. Đô thị Vogtsburg có diện tích 37,4 km².